# チャーカー・ラーヴォン

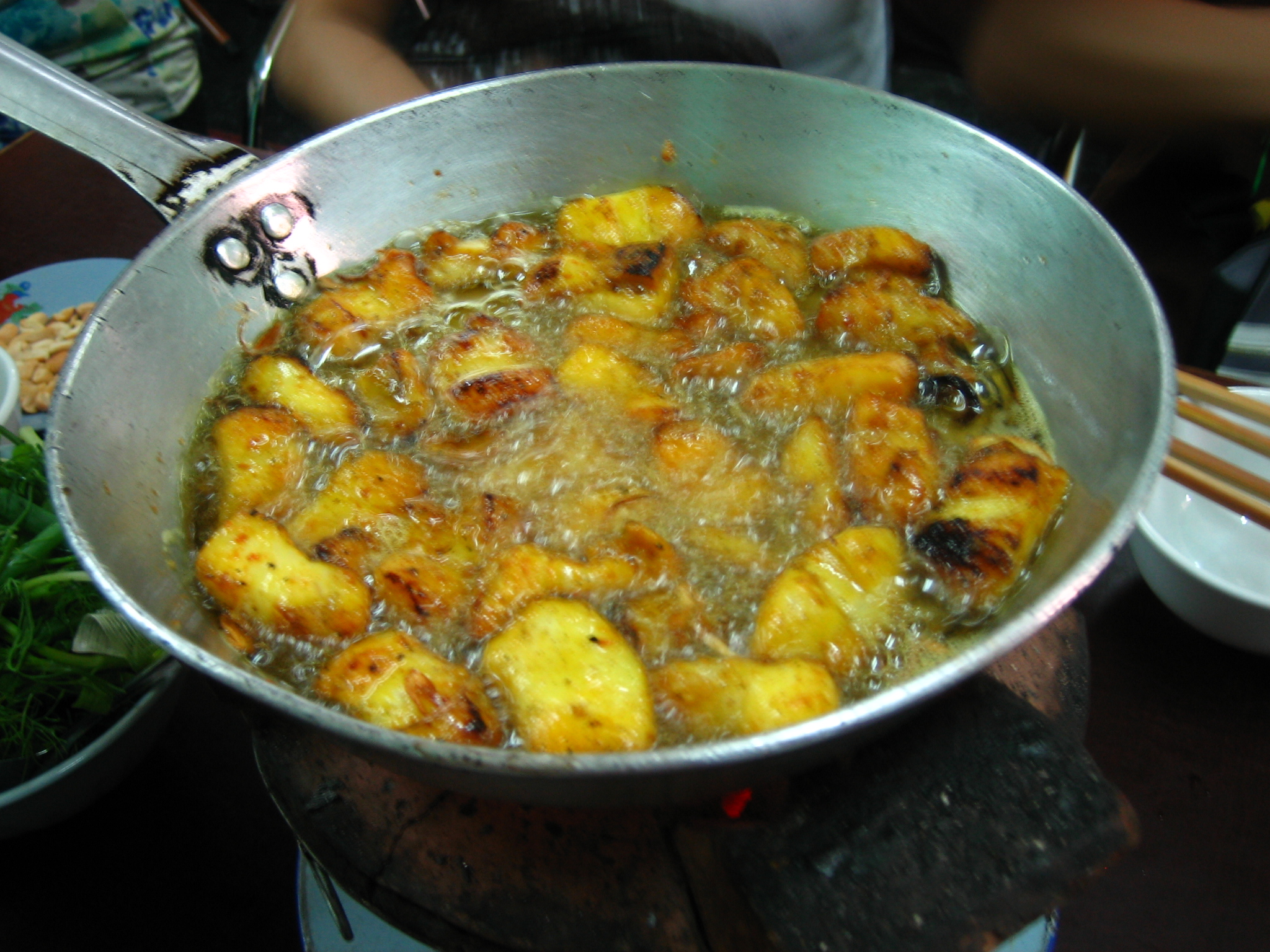
チャーカー・ラーヴォン

チャーカー・ラーヴォン（ベトナム語：Chả cá Lã Vọng）は、味付けした魚を炭火焼した後、油で揚げたハノイの名物料理の一つである。旧市街のチャーカー通り(以前のハンソン通り)14番にあるドアン家の秘伝として守られてきた料理で、現在の通りの名前はこの料理から付けられている。

## 調理方法
通常、骨が少なく風味が良い、ベトナム語でカーランチャム（Cá lăng chấm）と呼ばれるラン魚（Hemibagrus guttatus, ナマズ目ギギ科の一種）を揚げて作る。

## 誤解
日本語の旅行ガイドでは雷魚料理として紹介されることが多いが、チャーカー・ラーヴォン専門店で使用されている魚は、上記の通りラン魚である。代用として雷魚を使うこともあるようだが、その場合は小骨が多くラン魚よりも美味しくないとされる。